# Poekilloptera melichari
Poekilloptera melichari är en insektsart som först beskrevs av Jacobi 1904.  Poekilloptera melichari ingår i släktet Poekilloptera och familjen Flatidae.
Artens utbredningsområde är Panama. Inga underarter finns listade i Catalogue of Life.